# Шпилёв, Юрий Николаевич
Ю́рий Никола́евич Шпилёв (26 июня 1957, Гурьев — 6 августа 2012, Атырау) — один из сильнейших сёгистов России в начале XXI в., 1-й кю ФЕСА.
Научился играть у Ирины Новиковой (1 дан ФЕСА) в 1998 году; один из первых сёгистов в России. Основатель и организатор первых чемпионатов России по сёги и серии Рождественских турниров по сёги в Санкт-Петербурге. Автор первого российского сайта по сёги (2001).
В молодости Юрий переехал в Ленинград, где и жил до 2012 года, но умер на родине в Гурьеве, за 3 дня до 2-го Кубка России по сёги (в Суздале), в котором он собирался участвовать. В память о нём ежегодный Рождественский турнир по сёги в Санкт-Петербурге (проводится с 2006 года) с 2013 года назван Мемориалом Шпилёва.

## Турнирные результаты
- 2003: II место на 1-м Чемпионате России по сёги (Санкт-Петербург).
- 2004: III место на 2-м Чемпионате России по сёги (Нижний Новгород).
- 2007: II место на 3-м Чемпионате России по сёги (Петергоф).
- 2008: 9-е место на 24-м Чемпионате Европы по сёги (Пардубице).
- 2009: Победитель 4-го Рождественского турнира по сёги (Санкт-Петербург).
- 2009: II место на 1-м Кубке японского посла по сёги (Москва).
- 2011: Обладатель 1-го Кубка России по сёги (Суздаль).
- 2012: Чемпион России по сёги[1].

## Ученики
- Кулин Даниил, 1 дан ФЕСА.
- Ковзель Мирослав, 5 кю ФЕСА.